# 簑原俊洋
簑原俊洋（1971年—），日裔美國人，神户大学大学院法学研究科教授，日本战争史研究学者。

## 生平
他在美國加利福尼亞州出生，畢業於加利福尼亞大學戴維斯分校，曾經於美國加州聯合銀行工作，及後到神户大学法學研究院繼續進修，師承五百旗頭真（经济学者、神户大学名誉教授），並於1998年取得博士學位，2000至2001年間曾到哈佛大學做訪問學者。

## 著作
- . 日本: 岩波書店. 2002年. ISBN 978-4000244121.
- . 日本: 神戸大学研究双書刊行会. 2006年. ISBN 978-4641199781.